# Spergularia marina
Espèce
Synonymes
- Arenaria rubra var. marina L., 1753 (basionyme)
- Spergularia salina J.Presl & C.Presl, 1819[1]
- Spergula marina Bartl. & H.L.Wendl., 1825[1]
- Spergula salina (J.Presl & C.Presl) D.Dietr., 1825[1]

Statut de conservation UICN

 LC  : Préoccupation mineure
La Spergulaire marine ou Spergulaire maritime, Spergularia marina (synonymes : Spergularia salina, Spergula marina ou Spergula salina), est une espèce de plantes halophiles de la famille des Caryophyllacées.

## Liste des variétés
Selon Tropicos (14 août 2014), sous le nom Spergularia marina (Attention liste brute contenant possiblement des synonymes) :
- variété Spergularia marina var. leiosperma Gürke
- variété Spergularia marina var. marina
- variété Spergularia marina var. simonii O. Deg. & I. Deg.
- variété Spergularia marina var. tenuis (Greene) R. Rossbach

Selon Tropicos (14 août 2014), sous le nom Spergularia salina :
- variété Spergularia salina var. tenuis (Greene) Jeps.

## Description
La floraison a lieu d'avril à août.

## Répartition
L'espèce est présente dans tout le bassin méditerranéen.

### Sous le nomSpergularia marina(L.) Besser
- (en) JSTOR Plants : Spergularia marina  (consulté le 14 août 2014)
- (en) Flora of China : Spergularia marina  (consulté le 14 août 2014)
- (en) Flora of Pakistan : Spergularia marina  (consulté le 14 août 2014)
- (en) Flora of Missouri : Spergularia marina  (consulté le 14 août 2014)
- (en) FloraBase (Australie-Occidentale) : classification Spergularia marina (+ photos + répartition + description) (consulté le 14 août 2014)
- (en) GRIN : espèce Spergularia marina  (L.) Griseb. (consulté le 14 août 2014)
- (fr) INPN : Spergularia marina  (L.) Besser, 1821 (Syn. Spergula marina  (L.) Bartl. & H.L.Wendl., 1825) (TAXREF)  (consulté le 14 août 2014)
- (fr) INPN : Spergularia marina  Willk., 1874 (Syn. Spergula marina  (L.) Bartl. & H.L.Wendl., 1825) (TAXREF)  (consulté le 14 août 2014)
- (fr + en) ITIS : Spergularia marina  (L.) Griseb. (Nom accepté: Spergularia salina  J. Presl & C. Presl) Non valide (consulté le 14 août 2014)
- (en) NCBI : Spergularia marina (taxons inclus) (consulté le 14 août 2014)
- (en) The Plant List : Spergularia marina (L.) Besser  (source : KewGarden WCSP) (consulté le 14 août 2014)
- (en) Tropicos : Spergularia marina (L.) Besser  (+ liste sous-taxons) (consulté le 14 août 2014)
- (en) WoRMS : espèce Spergularia marina (Linnaeus) Besser, 1822 Non valide (consulté le 14 août 2014)

### PourSpergularia marina(L.) Griseb.
- (en) Catalogue of Life : Spergularia marina (L.) Besser (consulté le 21 décembre 2020)
- (fr) INPN : Spergularia marina  (L.) Griseb., 1843 (Syn. Spergula marina  (L.) Bartl. & H.L.Wendl., 1825) (TAXREF)  (consulté le 14 août 2014)
- (en) The Plant List : Spergularia marina (L.) Griseb. (Nom accepté: Spergularia marina  (L.) Besser) Non valide  (source : Tropicos.org) (consulté le 14 août 2014)
- (en) Tropicos : Spergularia marina (L.) Griseb. (Syn. Spergula salina  (J. Presl & C. Presl) D. Dietr., Spergularia salina  J. Presl & C. Presl)  (+ liste sous-taxons) (consulté le 14 août 2014)
- (en) UICN : espèce Spergularia marina  (L.) Griseb. (consulté le 14 août 2014)

### Sous le nomSpergularia salina
- (en) JSTOR Plants : Spergularia salina  (consulté le 14 août 2014)
- (fr) Belles fleurs de France : Spergularia salina (consulté le 14 août 2014)
- (en) Catalogue of Life : Spergularia salina J. Presl & C. Presl (consulté le 14 août 2014)
- (en) Flora of North America : Spergularia salina  (consulté le 14 août 2014)
- (en) FloraBase (Australie-Occidentale) : classification Spergularia salina (+ photos + répartition + description) (consulté le 14 août 2014)
- (en) GRIN : espèce Spergularia salina  J. Presl & C. Presl (Nom accepté: Spergularia marina  (L.) Griseb.) (consulté le 14 août 2014)
- (fr) INPN : Spergularia salina  J.Presl & C.Presl, 1819 (Syn. Spergula marina  (L.) Bartl. & H.L.Wendl., 1825) (TAXREF)  (consulté le 14 août 2014)
- (fr + en) ITIS : Spergularia salina  J. Presl & C. Presl (consulté le 14 août 2014)
- (en) The Plant List : Spergularia salina J.Presl & C.Presl (Nom accepté: Spergularia marina  (L.) Besser) Non valide  (source : KewGarden WCSP) (consulté le 14 août 2014)
- (en) Tropicos : Spergularia salina J. Presl & C. Presl (Syn. Spergula salina  (J. Presl & C. Presl) D. Dietr., Spergularia marina  (L.) Griseb., Spergularia villosa  (Pers.) Cambess.)  (+ liste sous-taxons) (consulté le 14 août 2014)
- (en) UICN : espèce Spergularia marina (L.) Besser, 1822 (consulté le 2 juin 2015)
- (en) WoRMS : espèce Spergularia salina J.& K. Presl (consulté le 14 août 2014)

### Sous le nomSpergula marina
- (en) JSTOR Plants : Spergula marina  (consulté le 14 août 2014)
- (en) Catalogue of Life : Spergula marina Dufour ex Steud. Non Valide (consulté le 14 août 2014)
- (en) Catalogue of Life : Spergularia rubra (L.) J. Presl & J. Presl (consulté le 21 décembre 2020)
- (fr) INPN : Spergula marina  (L.) Bartl. & H.L.Wendl., 1825 (TAXREF)  (consulté le 14 août 2014)
- (en) The Plant List : Spergula marina (L.) Bartl. & H.L.Wendl. (Nom accepté: Spergularia marina  (L.) Besser) Non valide  (source : KewGarden WCSP) (consulté le 14 août 2014)
- (en) Tropicos : Spergula marina Bartl. & H.L. Wendl. (Syn. Spergularia marina  (L.) Griseb.)  (+ liste sous-taxons) (consulté le 14 août 2014)

### Sous le nomSpergula salina
- (en) Catalogue of Life : Spergula salina (J. Presl & C. Presl) D. Dietr. Non Valide (consulté le 14 août 2014)
- (fr) INPN : Spergula marina  (L.) Bartl. & H.L.Wendl., 1825 (Syn. Spergula salina) (TAXREF)  (consulté le 14 août 2014)
- (en) The Plant List : Spergula salina (J.Presl & C.Presl) D.Dietr. (Nom accepté: Spergularia marina  (L.) Besser) Non valide  (source : KewGarden WCSP) (consulté le 14 août 2014)
- (en) Tropicos : Spergula salina (J. Presl & C. Presl) D. Dietr.  (+ liste sous-taxons) (consulté le 14 août 2014)